# Fontana di Piazzale Flaminio
Fontana di Piazzale Flaminio, även benämnd Abbeveratorio di Porta Flaminia, är en fontän vid Via Luisa di Savoia på gränsen mellan Rione Campo Marzio och Quartiere Flaminio i Rom. Fontänen, som uppfördes av Roms kommun, förses med vatten från Acqua Vergine.

## Beskrivning
Fontänen uppfördes år 1886 utanför Porta del Popolo (tidigare benämnd Porta Flaminia) och var ursprungligen ett vattentråg för hästar. Två voluter flankerar Roms vapen ovanför årtalet ANNO MDCCCLXXXVI. På sidorna sitter två kuber krönta av glober; kuberna är dekorerade med var sin femuddig stjärna, varur vattnet porlar ner i det rektangulära karet.

### Webbkällor
- ”Abbeveratorio di Porta Flaminia” (på italienska). info.roma.it. Arkiverad från originalet den 18 september 2021. https://archive.md/csLm8. Läst 18 september 2021.